# George Tankard Garrison
George Tankard Garrison (* 14. Januar 1835 im Accomack County, Virginia; † 14. November 1889 in Accomac, Virginia) war ein US-amerikanischer Politiker. Zwischen 1881 und 1885 vertrat er zweimal den Bundesstaat Virginia im US-Repräsentantenhaus.

## Werdegang
George Garrison besuchte bis 1853 das Dickinson College in Carlisle (Pennsylvania). Nach einem anschließenden Jurastudium an der University of Virginia in Charlottesville und seiner 1857 erfolgten Zulassung als Rechtsanwalt begann er in Accomack in diesem Beruf zu arbeiten. Während des Bürgerkrieges diente er als einfacher Soldat im Heer der Konföderation. Gleichzeitig schlug er als Mitglied der Demokratischen Partei eine politische Laufbahn ein. Von 1861 bis 1863 saß er im Abgeordnetenhaus von Virginia; zwischen 1863 und 1865 gehörte er dem Staatssenat an. Nach dem Krieg praktizierte er wieder als Anwalt. Außerdem wurde er in der Landwirtschaft tätig. Im Jahr 1870 wurde er Richter im achten und dann im 17. Gerichtsbezirk von Virginia.
Bei den Kongresswahlen des Jahres 1880 wurde Garrison im ersten Wahlbezirk von Virginia in das US-Repräsentantenhaus in Washington, D.C. gewählt, wo er am 4. März 1881 die Nachfolge von Richard Lee Turberville Beale antrat. Da er im Jahr 1882 gegen Robert Murphy Mayo verlor, konnte er bis zum 3. März 1883 nur eine Legislaturperiode im Kongress absolvieren. Garrison legte aber gegen den Wahlausgang von 1882 Beschwerde ein. Als diesem stattgegeben wurde, konnte er am 20. März 1884 das Mandat von Mayo wieder übernehmen und bis zum 3. März 1885 die laufende Legislaturperiode im Kongress beenden.
Nach dem Ende seiner Zeit im US-Repräsentantenhaus arbeitete Garrison wieder als Rechtsanwalt. Anschließend wurde er Bezirksrichter im Accomack County. Er starb am 14. November 1889 in Accomac.